# 펑만구

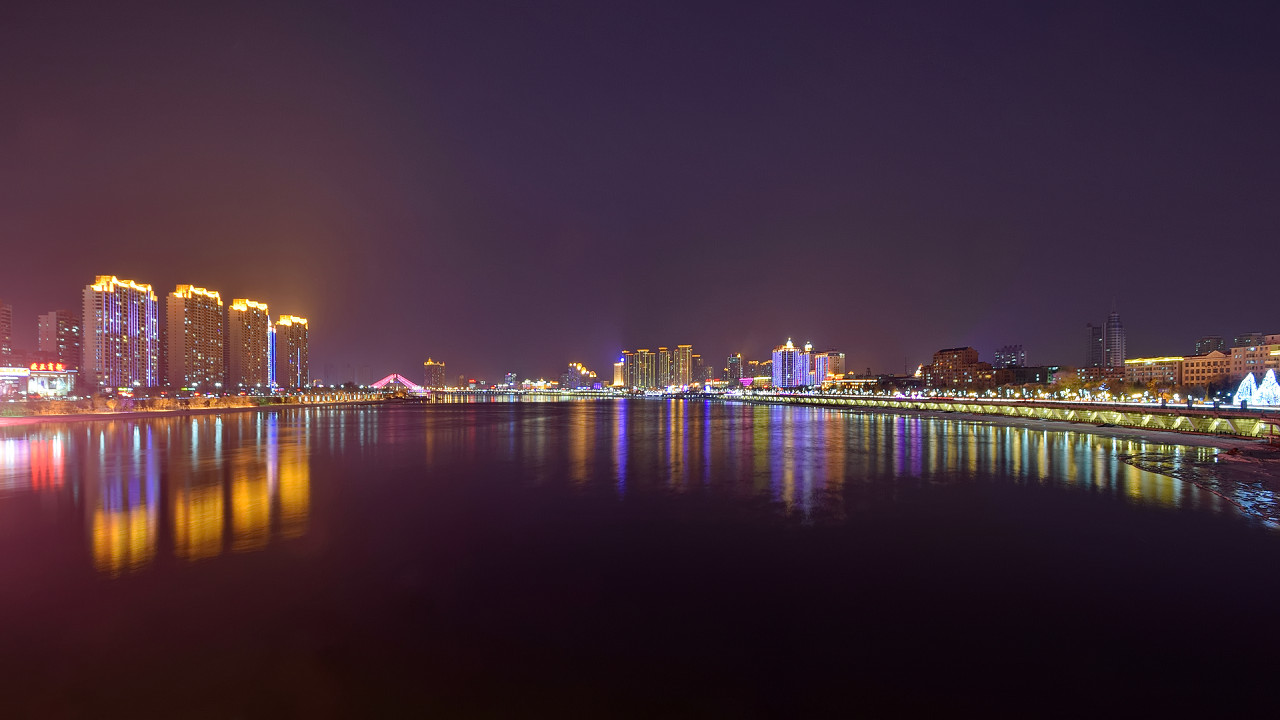

펑만구(한국어: 풍만구, 중국어: 丰满区, 병음: Fēngmǎn Qū)는 중화인민공화국 지린성 지린시의 행정구역이다. 넓이는 1032km2이고, 인구는 2007년 기준으로 260,000명이다.

## 행정 구역
5개 가도, 1개 진, 4개 향을 관할한다.
- 가도: 石井沟街道, 红旗街道, 江南街道, 大长屯街道, 高新街道.
- 진: 旺起镇.
- 향: 丰满乡, 小白山乡, 前二道乡, 江南乡.